# تیسکی وبنو
تیسکی وبنو (به لاتین: Tyszki-Łabno) یک منطقهٔ مسکونی در لهستان است که در Gmina Kolno, Podlaskie Voivodeship واقع شده‌است.

## خصوصیات
تیسکی وبنو ۸۵ نفر جمعیت دارد.